# Muzeum Drogownictwa w Szczucinie
Muzeum Drogownictwa – muzeum wraz ze skansenem, położone w Szczucinie koło Dąbrowy Tarnowskiej przy drodze krajowej nr 73 prowadzącej z Kielc do Jasła. Jest to siedziba Zespołu Historii Drogownictwa Generalnej Dyrekcji Dróg Krajowych i Autostrad (GDDKiA), w której są gromadzone, chronione, udostępniane zabytki drogownictwa z terenu całej Polski.
Placówka powstała w 1982 roku, najpierw jako Izba Pamięci na terenie Obwodu Drogowego, która rozwijała się w miarę gromadzenia nowych i bardziej wartościowych eksponatów. W maju 1992, decyzją Wojewódzkiego Konserwatora Zabytków, cały teren jednostki został wpisany do rejestru zabytków. Od początku istnienia funkcjonuje w strukturach GDDKiA, przez długi czas jako Muzeum Drogownictwa i taka nazwa zwyczajowa pozostała do dziś, choć od 2005 roku to Zespół Historii Drogownictwa. Do zwiedzania przeznaczone są dwie ekspozycje:
- zewnętrzna, na której w czasie spaceru można podziwiać maszyny i urządzenia, które niegdyś służyły drogowcom,
- wewnętrzna, która pokazuje między innymi eksponaty dotyczące budowy i utrzymania dróg i mostów, sposób pracy przy budowach w postaci scenek z figurami ludzkimi naturalnych rozmiarów, dokumenty oraz odznaczenia, sztandary, a także drogi i mosty w sztuce.

Zespół organizuje również wystawy czasowe.
Muzeum gromadzi pamiątki związane z budownictwem drogowym.
Obok budynku, na niewielkim wzniesieniu zlokalizowany jest skansen maszyn drogowych, wybudowany w formie spiralnej alejki o długości ok. 1,5 km. Alejka wykonana jest z kostki brukowej, ma wbudowane oryginalne elementy dróg takie jak krawężniki, przepusty, kraty ściekowe itp. Wzdłuż alejki znajduje się ponad 30 stanowisk prezentujących drogi z różnych okresów i epok – od drogi kreteńskiej do współczesnej, w chronologicznym układzie i wykonane w miarę możliwości z autentycznych materiałów używanych do budowy dróg. Na tych nawierzchniach są eksponowane maszyny i urządzenia drogowe pracujące przy budowie i utrzymaniu dróg np. walce (spalinowe, parowe, ciągnione), kotły, kruszarki, pługi, ciągniki typ. Mazur, zrywaki, skład kolejki ze zlikwidowanej cegielni w Szczucinie z lokomotywą WLs40. Budynek ze skansenem połączone są mostem Baileya o długości 51 m. Bryła głównego budynku z dwiema wieżami i łukowym przęsłem przypomina formą most. Ponad 2 hektary ekspozycji otoczone jest lasem mieszanym.